# Хаббат
Ха́ббат, также Га́ббат (нем. Habbat, Ха́бая, эст. Habaja mõis) — рыцарская мыза в волости Козе уезда Харьюмаа, Эстония. Находится на территории посёлка Хабая. Согласно историческому административному делению мыза относилась к приходу Козе. В годы Российской империи находилась на территории Эстляндской губернии и относилась к приходу Кош.

## История мызы
Мыза была основана в 1646 году, когда её отделили от мызы Альт-Харм (нем. Alt-Harm, Вана-Харми, эст. Vana-Harmi). Во второй половине 18-го столетия мыза принадлежала дворянскому семейству Унгерн фон Штернбергов, от которых довольно скоро перешла в руки Морица Вильгельма фон Пистолькорса (Moritz Wilhelm von Pistohlkors). В 1790 году мызу приобрёл Бернхард Генрих фон Цур-Милен (Bernhard Heinrich von zur Mühlen). Бо́льшую часть 19-го столетия мызой владело эстонское дворянское семейство Хунниус (Hunnius), в руках которого она находилась до  национализации в 1939 году.
На военно-топографических картах Российской империи (1846–1863 годы), в состав которой входила Эстляндская губерния, мыза обозначена как Хаббатъ.

## Главное здание
Главное здание мызы (господский дом) представляет из себя одноэтажную архаичную деревянную постройку в стиле барокко со старо-балтийской планировкой, построено предположительно во второй половине XVIII столетия; у него высокая вальмовая крыша, на переднем фасаде — парные окна и два кожуховых дымохода. Главный вход расположен по центру дома. В XIX столетии по бокам здания были пристроены флигели, более узкие, чем основная часть дома. Стены обшиты горизонтальными и вертикальными деревянными рейками.

## Мызный комплекс
Большинство зданий мызного комплекса сохранилось до наших дней. Главное здание в последние годы стоит заброшенным, в начале 2000-х годов оно было  разорено. Во второй половине 20-го столетия здание использовалось в качестве хозяйственной конторы и потеряло своё первоначальное внутреннее убранство и планировку. Все вспомогательные (хозяйственные) постройки, за исключением дома управляющего, сохранились в более-менее первозданном виде. На месте дома управляющего в 20-м столетии было построено двухэтажное здание.
Продолговатую площадку перед главным зданием с одной стороны окружают амбар и сушильня, с другой стороны — конюшня и дом управляющего.  Бо́льшая часть хозяйственных построек — хлев, сарай для инструментов, дом для работников, водочная фабрика и пр. — расположены к югу от главного здания и небольшого парка. Ещё южнее, возле дороги в Куйметса, находится ветряная мельница в голландском стиле.
Через центр мызы проходила раньше и проходит сейчас дорога Козе—Куйметса—Рапла.
В Государственный регистр памятников культуры Эстонии внесены 14 объектов мызного комплекса:
- главное здание (при инспектировании 13.03.2019 находилось в аварийном состоянии)[4];
- парк (по состоянию на 14.02.2019 находился без ухода)[5];
- хлев (при инспектировании 14.02.2019 находился в аварийном состоянии)[6];
- водочный амбар (при инспектировании 04.03.2016 находился в плохом состоянии)[7];
- водочная фабрика (при инспектировании 10.11.2016 находилась в  удовлетворительном состоянии)[8];
- мельница (при инспектировании 20.11.2018 находилась на реставрации)[9];
- мастерская (при инспектировании 04.03.2016 находилась в плохом состоянии)[10];
- каменный дом для работников (при инспектировании 24.09.2015 находился в удовлетворительном состоянии)[11];
- деревянный дом для работников (при инспектировании 24.09.2015 находился в плохом состоянии)[12];
- сарай для инструментов (при инспектировании 14.02.2019 находился в плохом состоянии)[13];
- каретник (при инспектировании 14.02.2019 находился в плохом состоянии)[14];
- амбар-сушильня (при инспектировании 14.02.2019 находился в хорошем состоянии)[15];
- конюшня (при инспектировании 14.02.2019 находилась в удовлетворительном состоянии)[16];
- погреб (при инспектировании 07.06.2018 находился в плохом состоянии)[17].

## Галерея

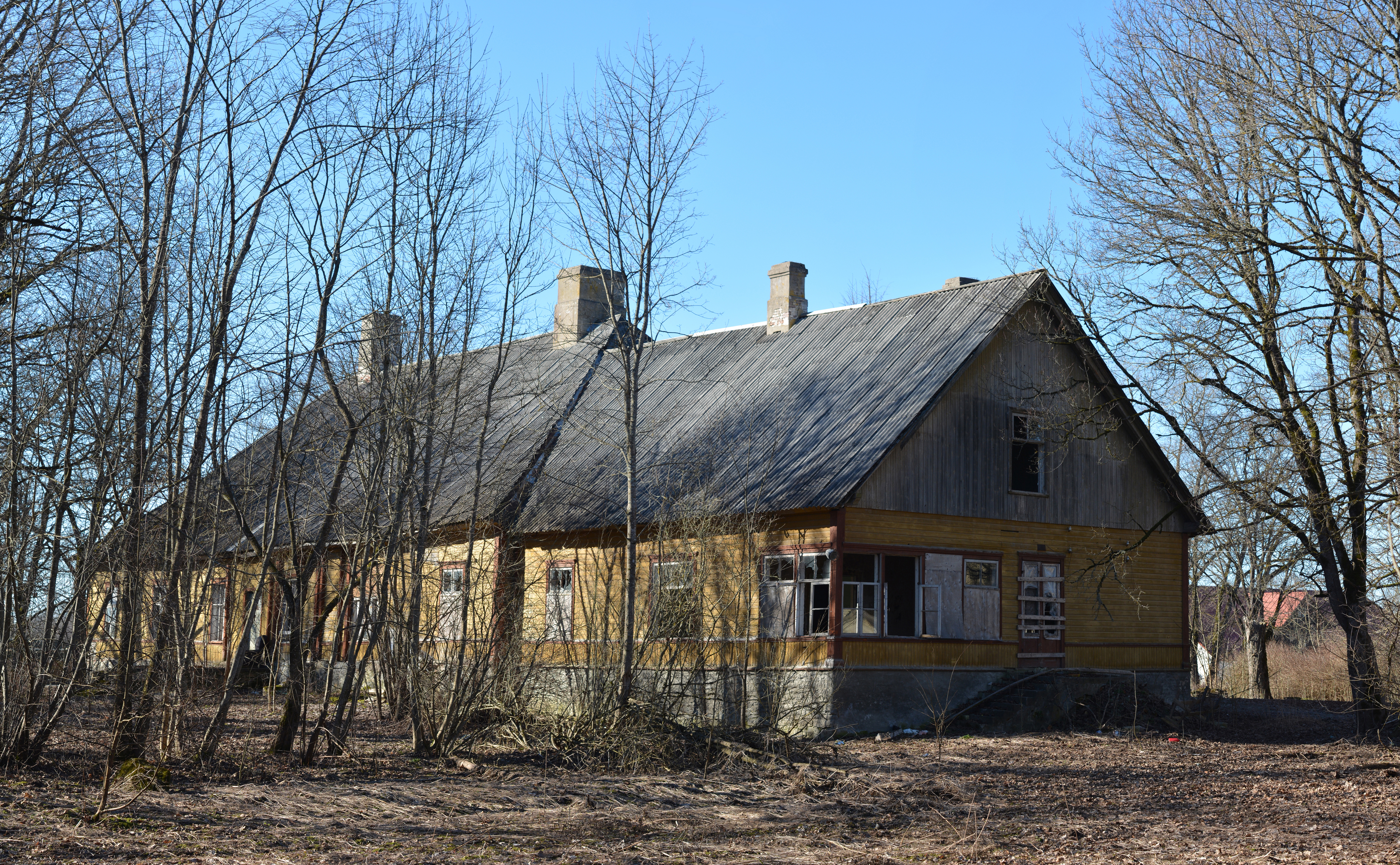
Главное здание в 2015 году
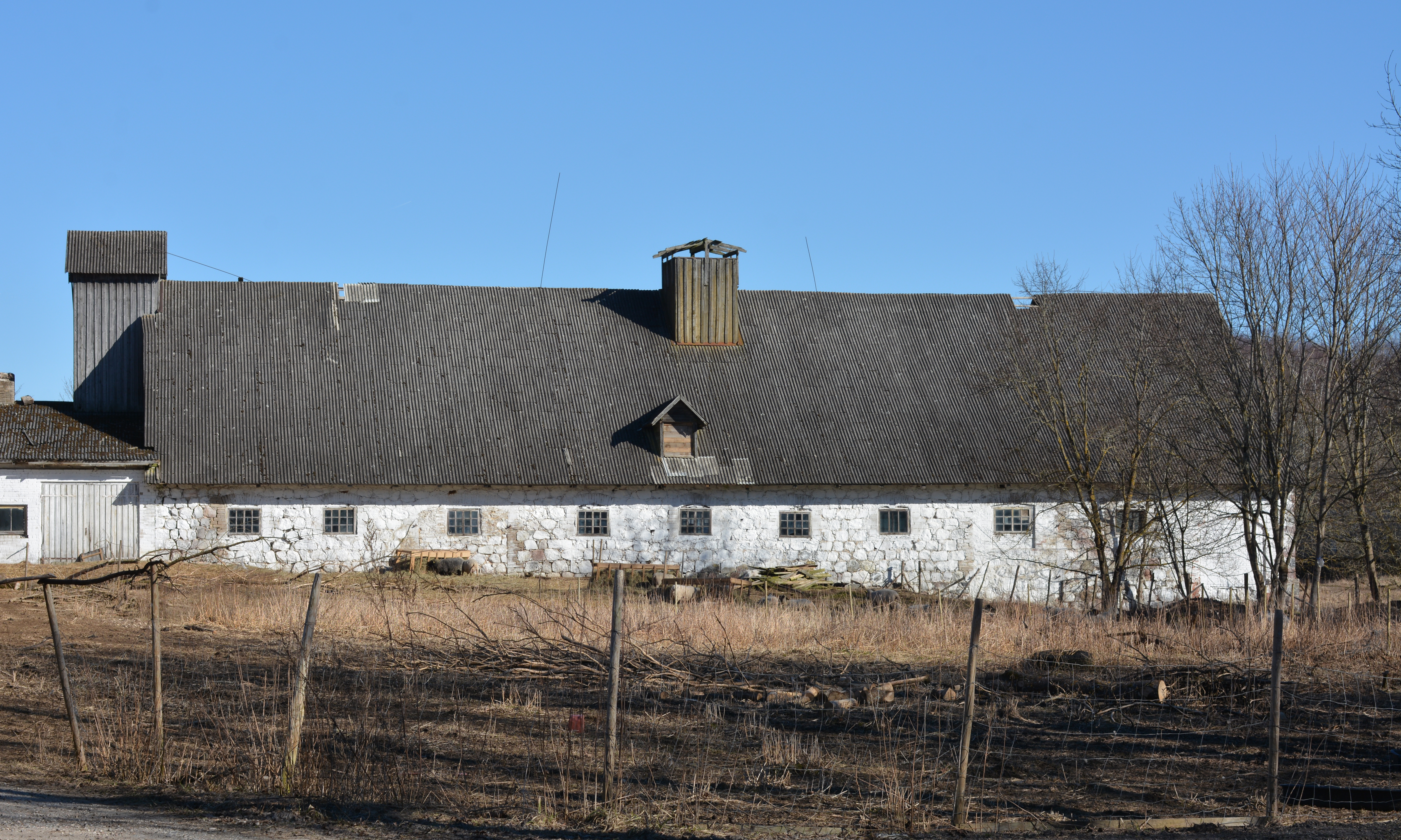
Хлев
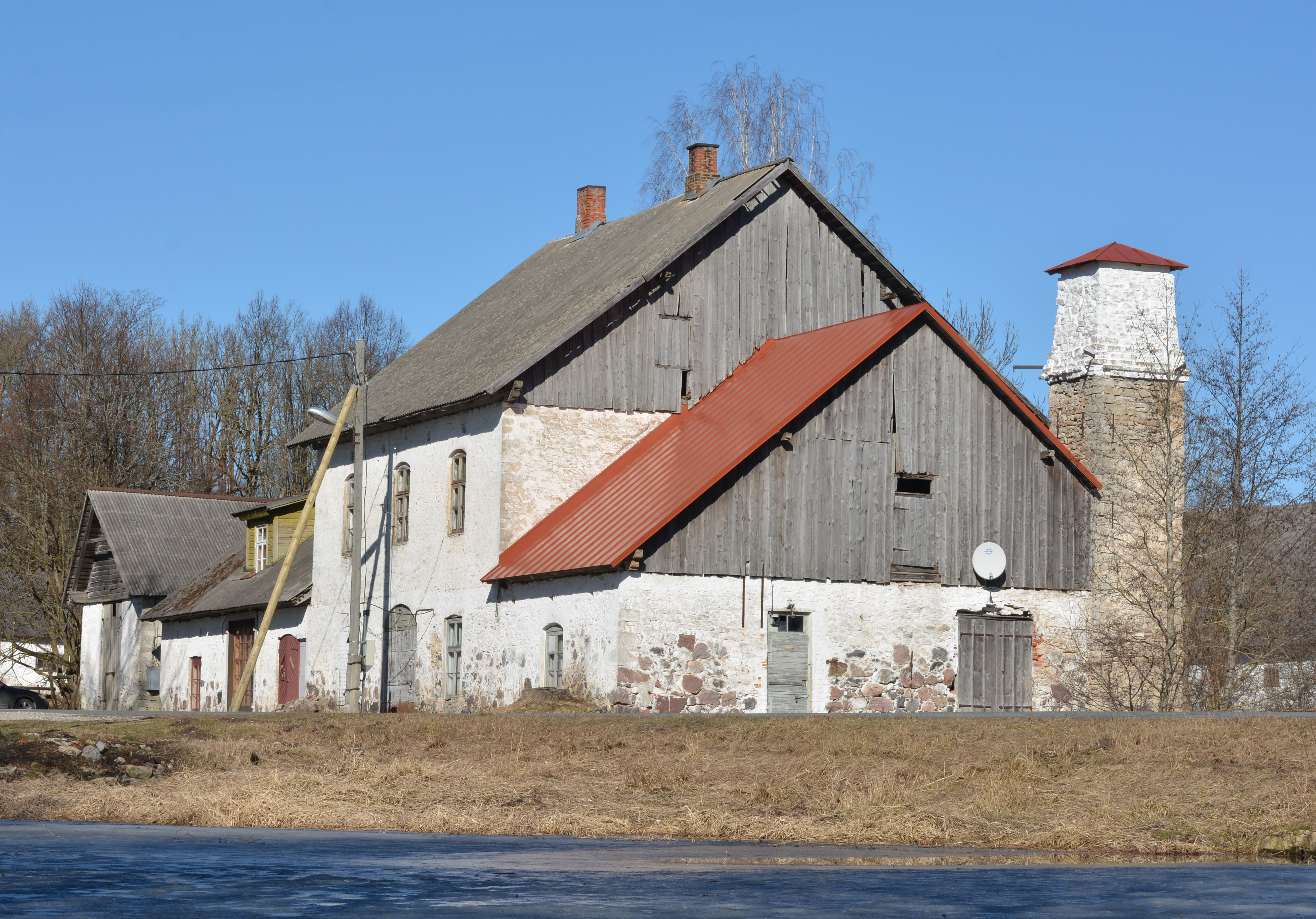
Водочная фабрика
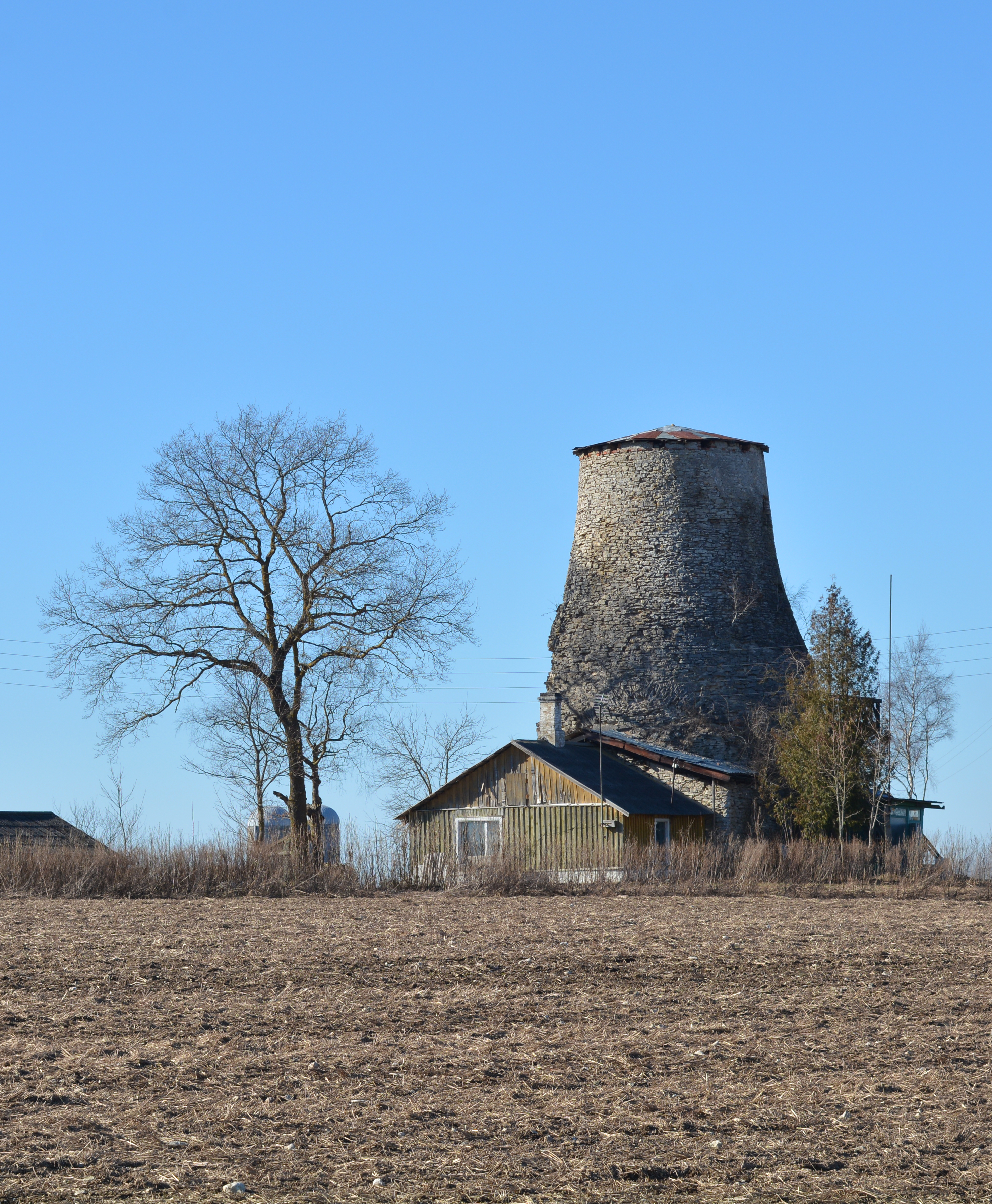
Мельница
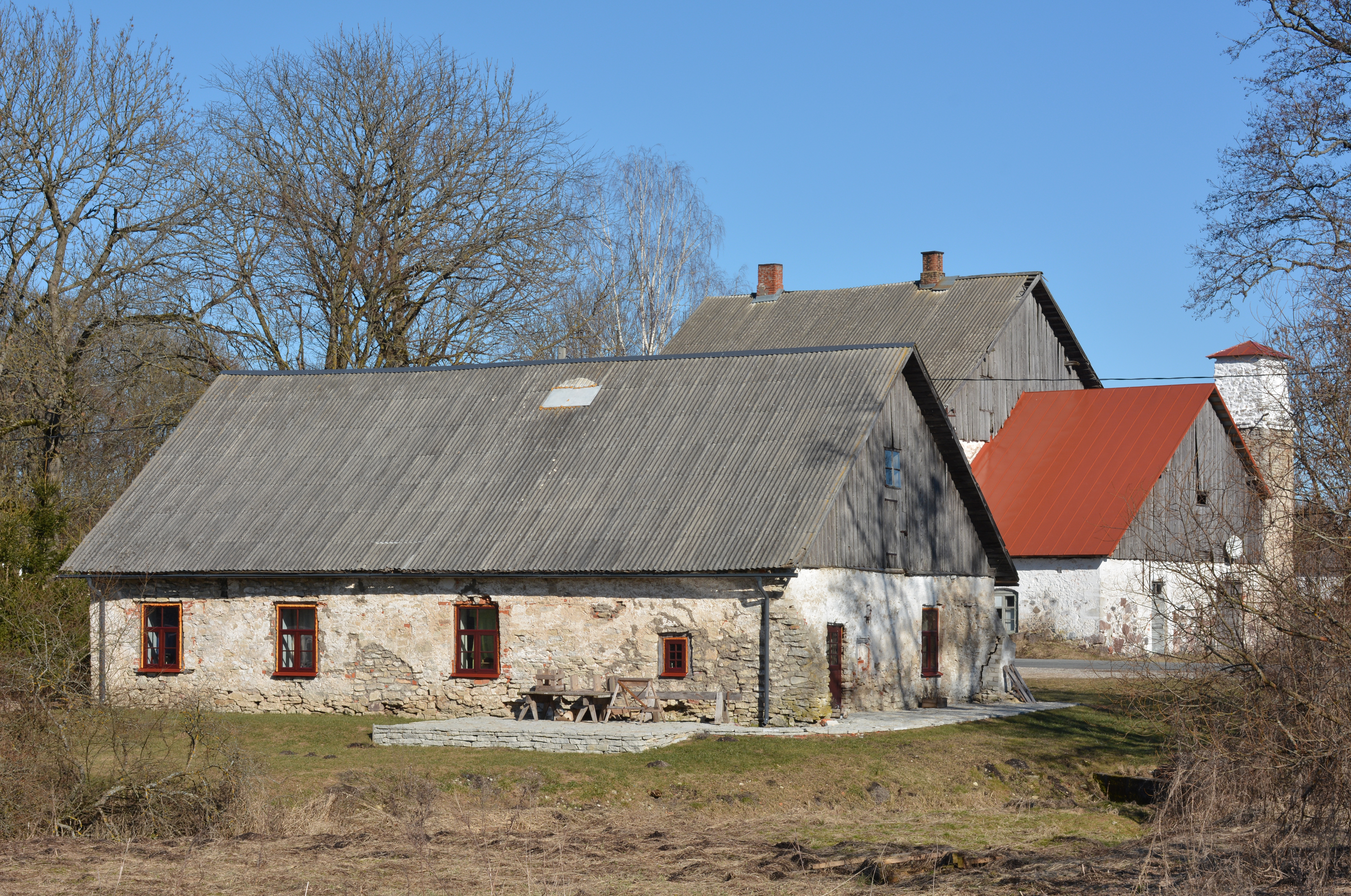
Мастерская
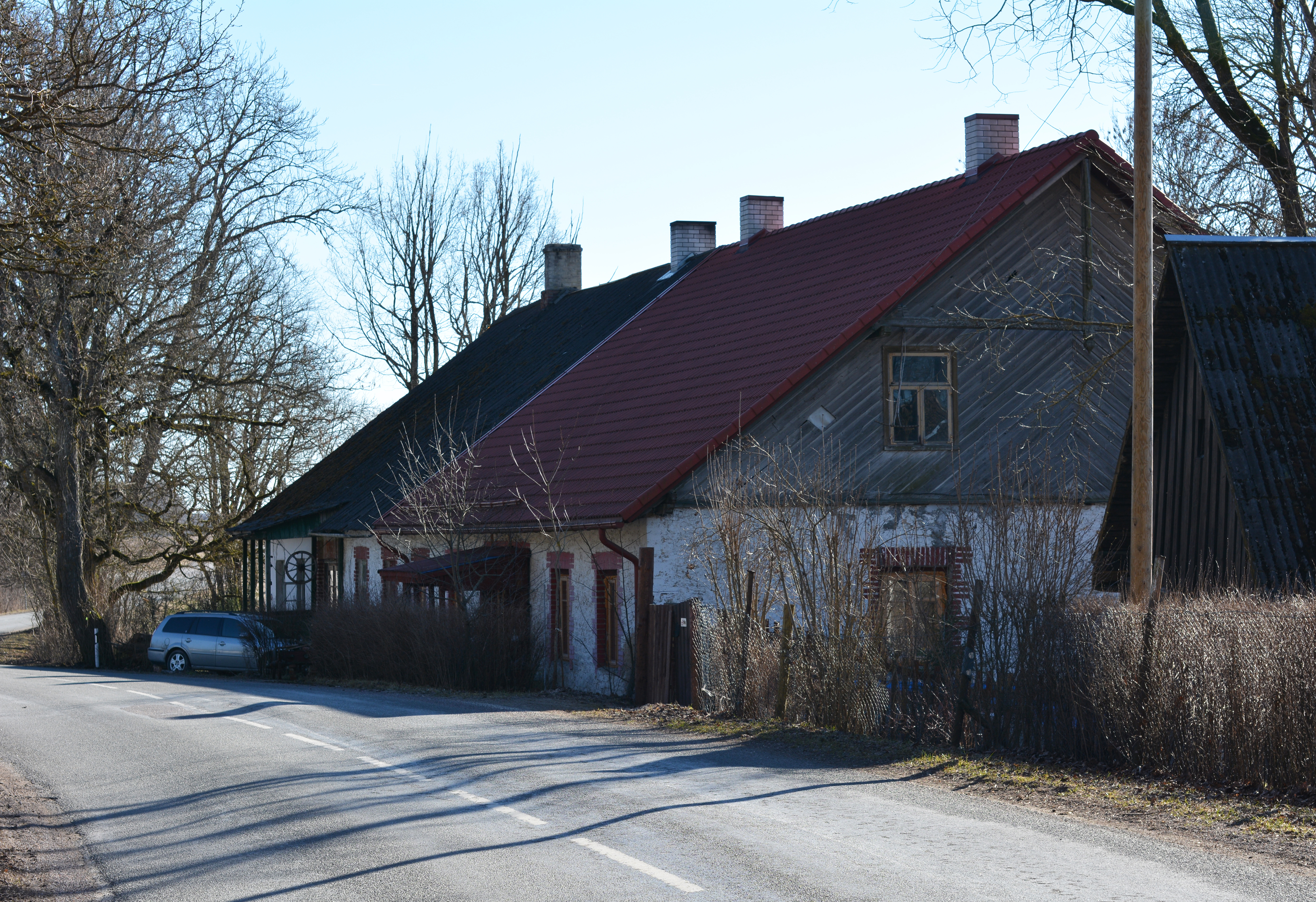
Каменный дом для работников
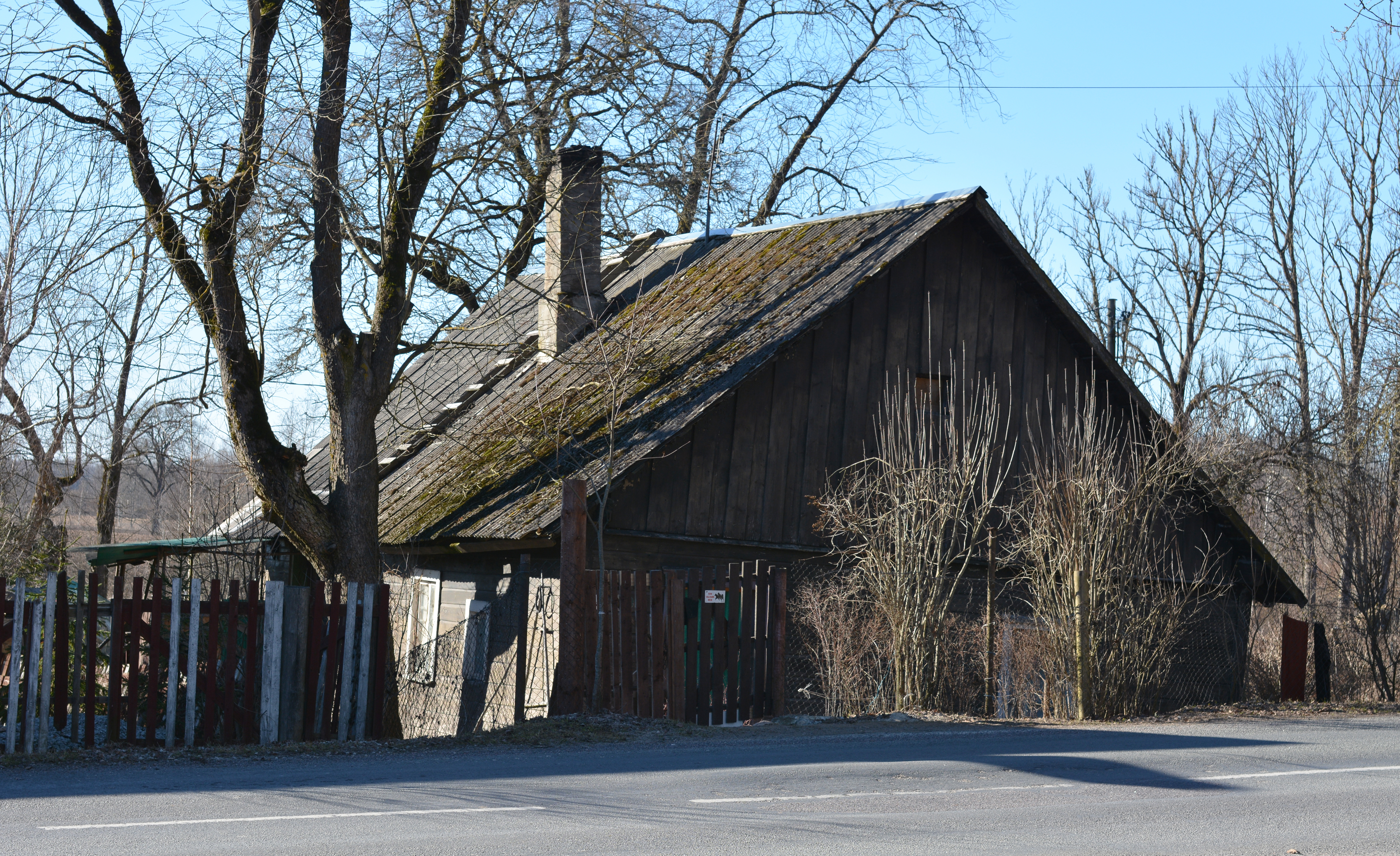
Деревянный дом для работников
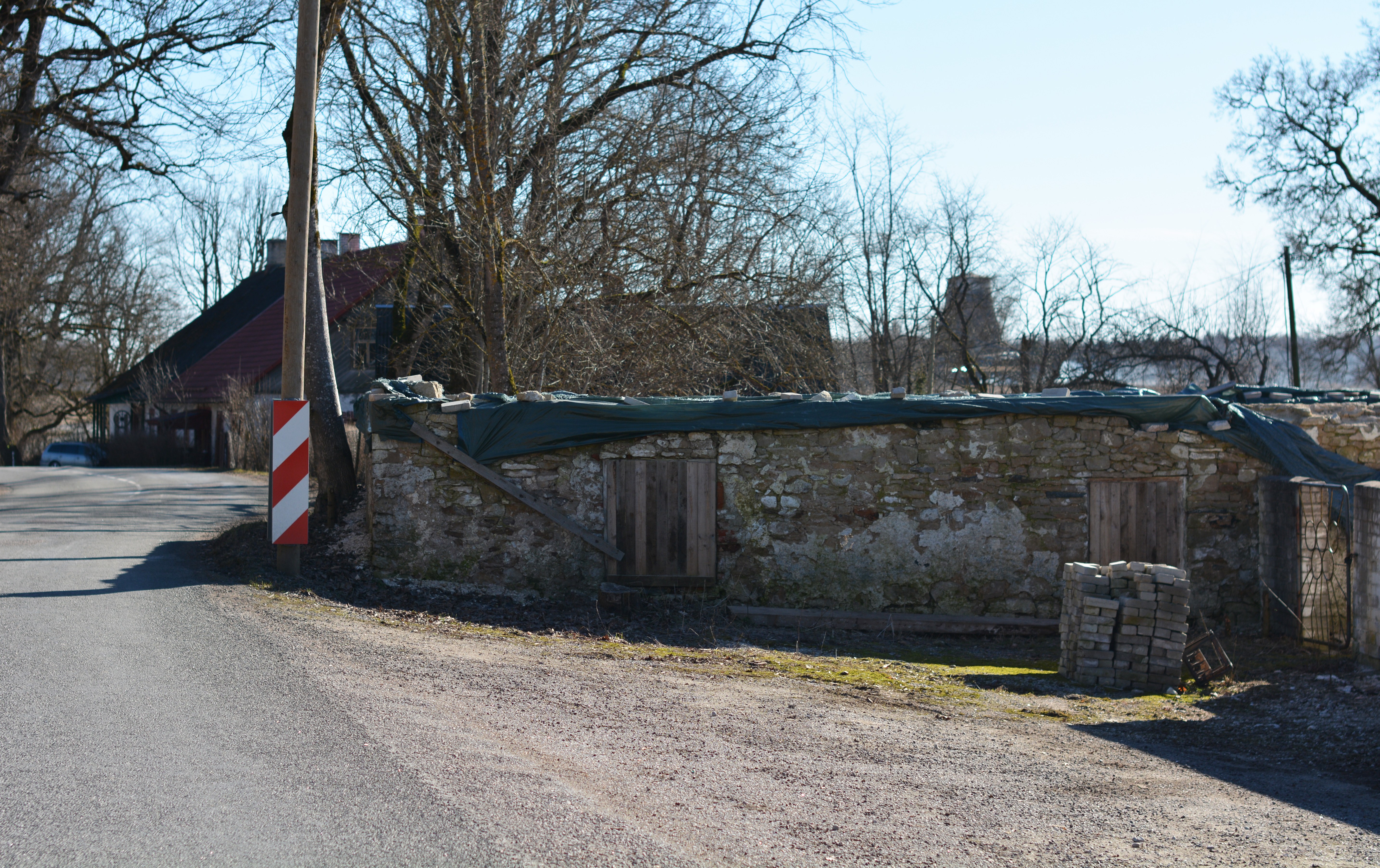
Сарай для инструментов
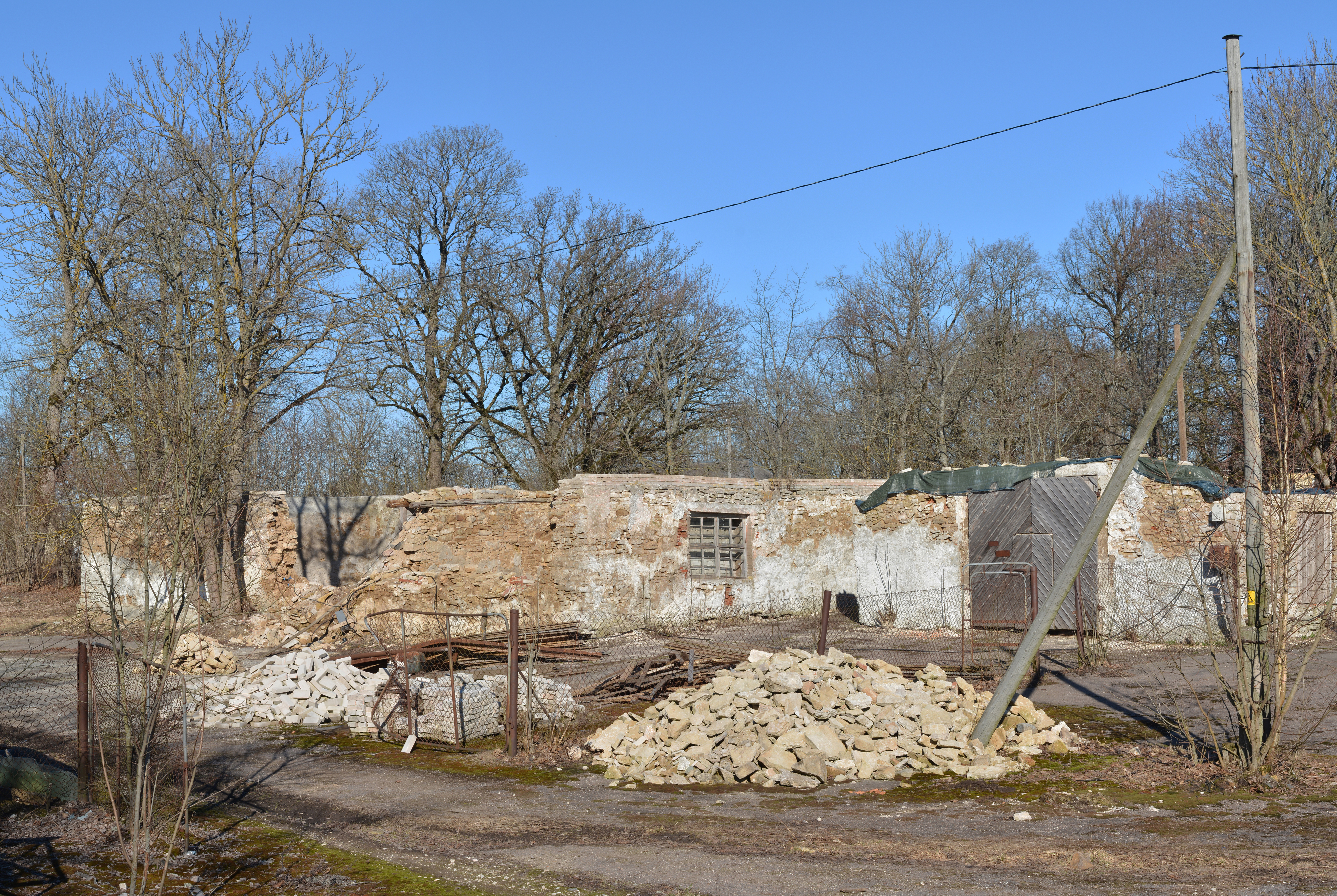
Каретник
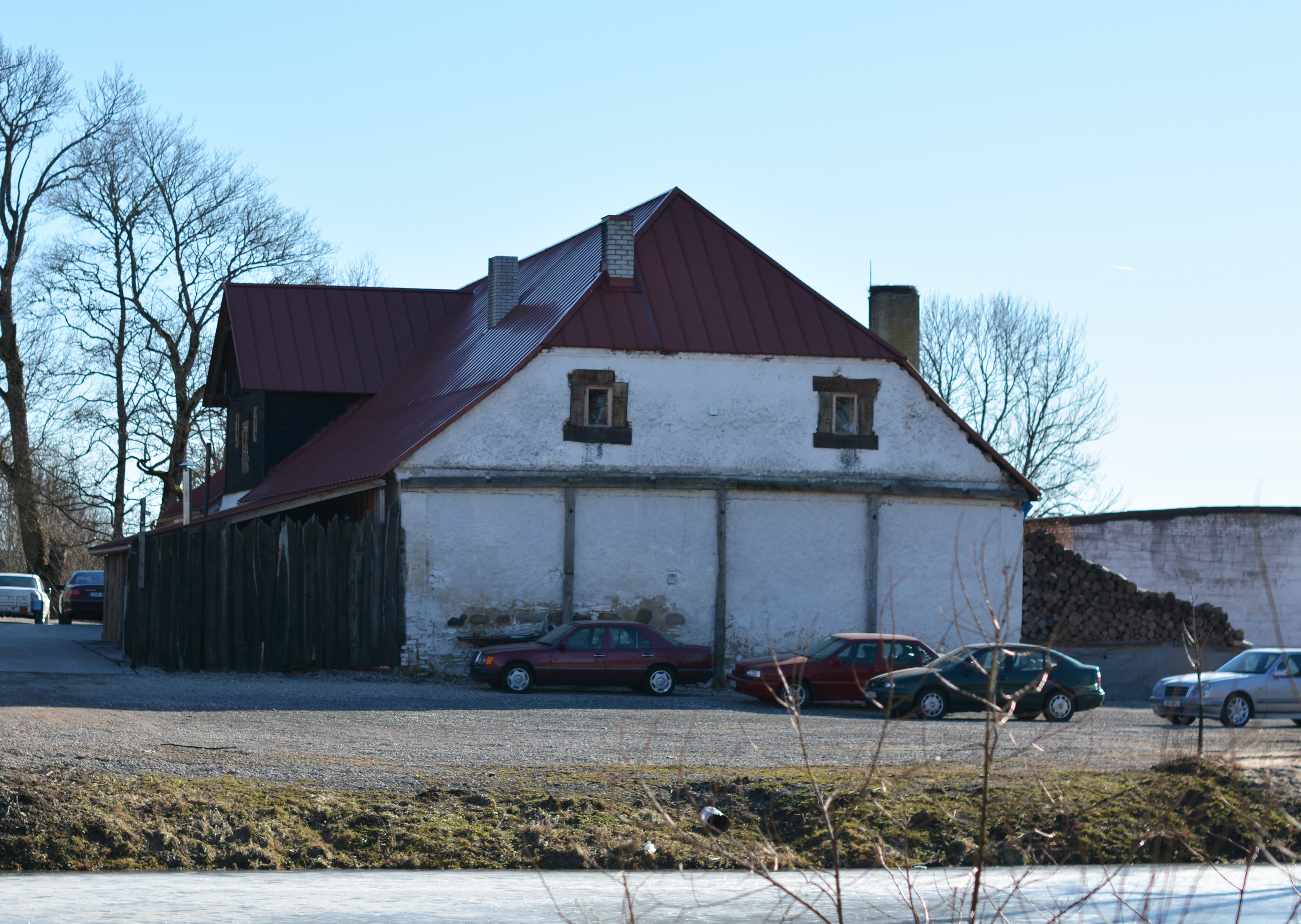
Амбар-сушильня
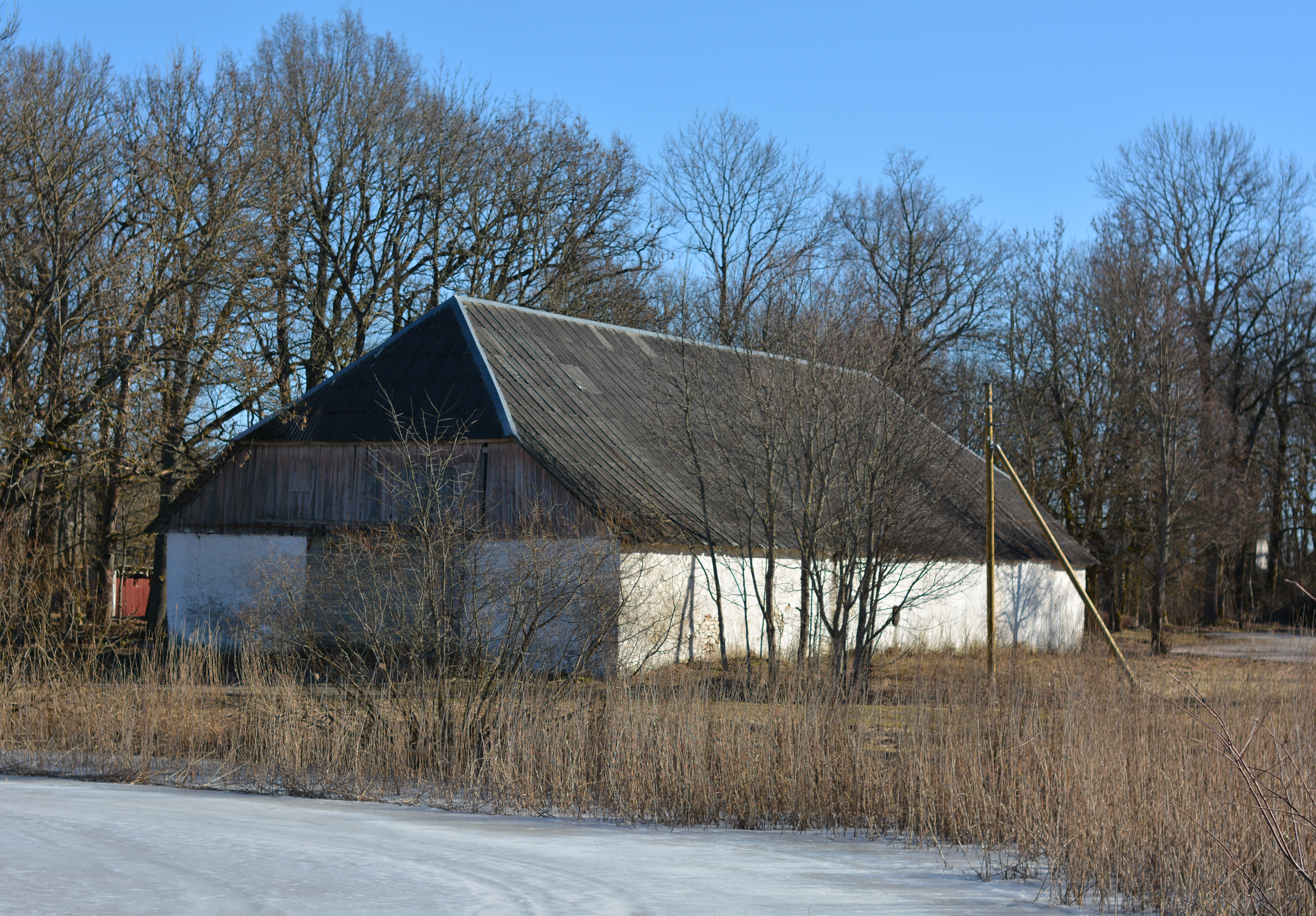
Конюшня
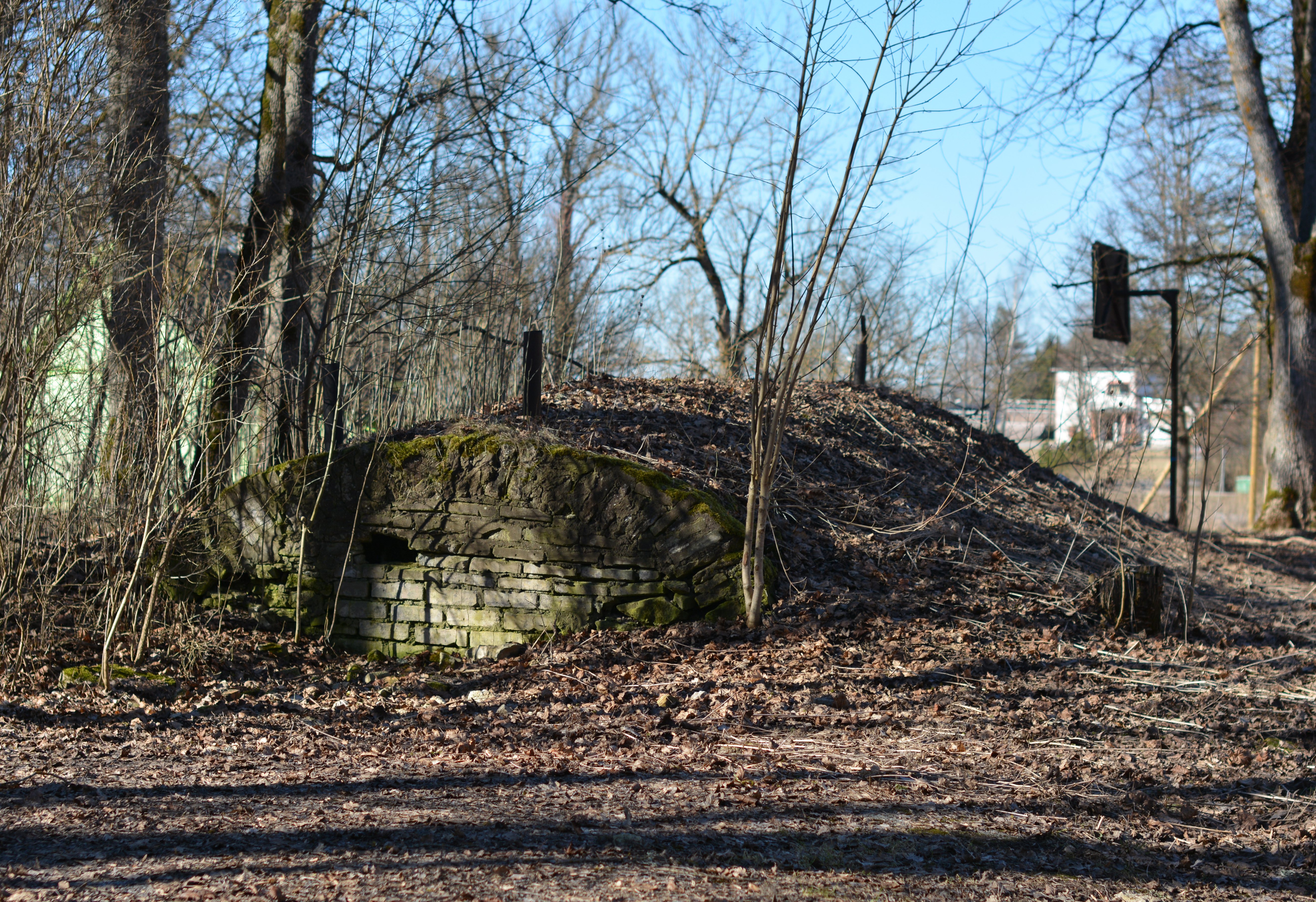
Погреб